# High School Musical 2 (trilha sonora)
High School Musical 2 é a trilha sonora do filme americano de mesmo nome, produzido para o canal a cabo Disney Channel. Foi lançado em 14 de agosto de 2007, pela Walt Disney Records.
Estreando em primeiro lugar na Billboard 200, o álbum vendeu 615.000 cópias em sua primeira semana de lançamento. Em setembro de 2007, tornou-se a quarta melhor primeira semana de vendas do ano. É a primeira trilha sonora de um filme de televisão a estrear em primeiro lugar na Billboard 200. O álbum também recebeu a certificação dupla platina, por dois milhões de cópias vendidas nos Estados Unidos, em sua semana de lançamento.

## Desempenho Comercial
O álbum estreou em 1º lugar na Billboard 200 dos Estados Unidos, com 615.000 cópias, sendo a quarta melhor primeira semana de vendas de 2007 (ficando atrás de Minutes to Midnight do Linkin Park, Curtis do 50 Cent e Graduation do Kanye West) sendo também a maior venda na primeira semana de uma trilha sonora de televisão. Foi o álbum mais baixado no iTunes e Amazon.com em seu primeiro dia de lançamento, e assim permaneceu uma semana depois.

Manteve-se em primeiro lugar na Billboard 200 até sua quarta semana, vendendo 367.000 cópias em sua segunda, 210.000 cópias em sua terceira e 165.000 cópias em sua quarta. A trilha sonora também foi o primeiro álbum em mais de dois anos a passar quatro semanas consecutivas em primeiro na Billboard 200.
| Críticas profissionais | Críticas profissionais |
| Avaliações da crítica  | Avaliações da crítica  |
| Fonte                  | Avaliação              |
| ---------------------- | ---------------------- |
| AllMusic               | [ 11 ]                 |
| Detroit Free Press     | [ 12 ]                 |
| Entertainment Weekly   | B+                     |

Depois de passar quatro semanas consecutivas em número um na Billboard 200, o álbum caiu para o número quatro. Na sua décima quinta semana, em novembro de 2007, High School Musical 2 retornou ao top 10 com um aumento de vendas de 130% (183 mil cópias), voltando ao número 6 e tornando-se o álbum mais vendido de 2007, até então. Um mês depois, no entanto, o álbum de natal de Josh Groban, Noël, substituiu High School Musical 2 como álbum mais vendido do ano.
Até o momento, vendeu 3,4 milhões de cópias nos EUA e 6 milhões de cópias mundialmente. Em 18 de novembro de 2007, o álbum ganhou o prêmio de "Trilha Sonora Favorita" no American Music Awards de 2007.

## Faixas
| Edição Padrão  |                                     |                                                               |                                                                                           |         |  |
| N.º            | Título                              | Compositor(es)                                                | Interprete(s)                                                                             | Duração |  |
| 1.             | "What Time Is It?"                  | Matthew Gerrard; Robbie Nevil                                 | Zac Efron, Vanessa Hudgens, Ashley Tisdale, Lucas Grabeel, Corbin Bleu, Monique Coleman   | 3:19    |  |
| 2.             | "Fabulous"                          | Matthew Gerrard; Robbie Nevil; David Lawrence; Faye Greenberg | Tisdale, Grabeel                                                                          | 3:02    |  |
| 3.             | "Work This Out"                     | Randy Petersen; Kevin Quinn                                   | Efron, Hudgens, Bleu, Coleman, Chris Warren Jr., Olesya Rulin, Ryne Sanborn, Kaycee Stroh | 3:03    |  |
| 4.             | "You Are The Music In Me"           | Jamie Houston                                                 | Efron, Hudgens, Rulin                                                                     | 3:28    |  |
| 5.             | "I Don't Dance"                     | Matthew Gerrard; Robbie Nevil                                 | Grabeel, Bleu                                                                             | 3:37    |  |
| 6.             | "You Are the Music in Me (Reprise)" | Jamie Houston                                                 | Tisdale, Efron                                                                            | 2:29    |  |
| 7.             | "Gotta Go My Own Way"               | Andy Dodd; Adam Watts                                         | Hudgens, Efron                                                                            | 3:42    |  |
| 8.             | "Bet On It"                         | Antonina Armato; Tim James                                    | Efron                                                                                     | 3:20    |  |
| 9.             | "Everyday"                          | Jamie Houston                                                 | Efron, Hudgens                                                                            | 4:37    |  |
| 10.            | "All for One"                       | Matthew Gerrard; Robbie Nevil                                 | Efron, Hudgens, Tisdale, Grabeel, Bleu, Coleman                                           | 4:13    |  |
| 11.            | "Humuhumunukunukuapua'a"            | Matthew Gerrard; Robbie Nevil; David Lawrence; Faye Greenberg | Tisdale, Grabeel                                                                          | 3:09    |  |
| Duração total: | Duração total:                      | Duração total:                                                | Duração total:                                                                            | 37:48   |  |

| Edição Brasileira |                               |                               |                                    |         |  |
| N.º               | Título                        | Compositor(es)                | Interprete(s)                      | Duração |  |
| 12.               | "Você é a Música em Mim"      | Matthew Gerrard; Robbie Nevil | Thiago Fragoso & Itauana Ciribelli | 3:11    |  |
| 13.               | "Vou Ser Do Jeito Que Eu Sou" | Jamie Houston                 | Li Martins & Zac Efron             | 3:29    |  |

Faixa Bônus
- Lucas Grabeel gravou a música "You Got It" que é tocada no filme. A música toca quando Sharpay e Ryan chegam ao clube. A música ficou disponível para compra no iTunes, no entanto, não foi lançada em nenhuma edição da trilha sonora.

## Outras Edições

### High School Musical 2 - Non-Stop Dance Party
A Disney Records lançou um álbum remix de todas as faixas do High School Musical 2, em 26 de dezembro de 2007 nos EUA e em 24 de dezembro de 2007 no Reino Unido e no Sudeste Asiático. Todas as músicas são remixadas por Jason Nevins. O álbum alcançou o 52º lugar na Billboard 200, e 9º lugar na parada de álbuns eletrônicos dos EUA em janeiro de 2008.

### Wal-Mart Exclusive - 2-disc Collector's Edition
Por tempo limitado, as lojas varejistas Wal-Mart lançaram uma edição exclusiva de colecionador com dois discos. Ele incluía a trilha sonora e um DVD bônus.

### High School Musical 2 - Hindi Version
A Times Music da Índia lançou a trilha sonora especial em dois discos chamada de "Hindi Version". Além da trilha original, vem um disco extra com três músicas produzidas pelo famoso diretor musical Shankar Ehsaan Loy. Estas são "All for One" ("Aaaja Nachle"), "Ud Chale" e "Chhoti Si". A trilha sonora dupla foi lançada com exclusividade na Índia em 26 de outubro de 2007.

### High School Musical - A Seleção
Trilha Sonora do programa para escolha do elenco da versão brasileira do filme, lançado em 2008. A maioria das faixas são versões em português da segunda trilha sonora. Inclui as faixas Vem Dançar (All For One), Toda Vez (Everyday), Você É A Música Em Mim (You Are The Music In Me - Sharpay Version) e Que Tempo É Esse (What Time Is It).

## Desempenho nas Paradas Musicais
| Paradas (2007)                     | Melhor Posição |
| ---------------------------------- | -------------- |
| Alemanha (Media Control)           | 5              |
| Austrália (ARIA)                   | 4              |
| Áustria (Ö3 Austria Top 40)        | 2              |
| Brasil (Pro-Música Brasil)         | 9              |
| Bélgica (Ultratop Flandres)        | 47             |
| Bélgica (Ultratop Valônia)         | 20             |
| Canadá (Billboard Canadian Albums) | 1              |
| Dinamarca (Hitlisten)              | 5              |
| Espanha (PROMUSICAE)               | 2              |
| Estados Unidos (Billboard 200)     | 1              |
| Europa (Billboard Top 100 Albums)  | 6              |
| França (SNEP)                      | 12             |
| Grécia (IFPI)                      | 10             |
| Itália (FIMI)                      | 1              |
| México (Top 100)                   | 2              |
| Nova Zelândia (RMNZ)               | 3              |
| Noruega (VG-lista)                 | 4              |
| Países Baixos (Dutch Charts)       | 21             |
| Polónia (ZPAV)                     | 2              |
| Reino Unido (OCC)                  | 1              |
| Suécia (Sverigetopplistan)         | 10             |
| Suíça (Schweizer Hitparade)        | 6              |

| Parada (2007)            | Posição |
| ------------------------ | ------- |
| Alemanha (Media Control) | 69      |
| Austrália (ARIA)         | 35      |
| Brasil (ABPD)            | 8       |
| Parada (2008)            | Posição |
| Alemanha (Media Control) | 49      |

## Vendas e Certificações
| Região                                                                                             | Certificação | Vendas     |
| -------------------------------------------------------------------------------------------------- | ------------ | ---------- |
| Alemanha (BVMI)                                                                                    | Platina      | 200,000^   |
| Austrália (ARIA)                                                                                   | Platina      | 70,000^    |
| Áustria (IFPI Áustria)                                                                             | 2× Platina   | 40,000*    |
| Brasil (Pro-Música Brasil)                                                                         | Platina      | 60,000*    |
| Dinamarca (IFPI Dinamarca)                                                                         | 2× Platina   | 60,000^    |
| Estados Unidos (RIAA)                                                                              | 3× Platina   | 3,400,000  |
| Hungria (MAHASZ)                                                                                   | Platina      | 6,000^     |
| México (AMPROFON)                                                                                  | Platina      | 150,000^   |
| Polônia (ZPAV)                                                                                     | Platina      | 20,000*    |
| Suíça (IFPI Suíça)                                                                                 | Ouro         | 15,000^    |
| Resumo                                                                                             |              |            |
| Europa (IFPI)                                                                                      | Platina      | 1,000,000* |
| *números de vendas baseados somente na certificação ^distribuições baseadas apenas na certificação |              |            |